# 平城区
平城区（へいじょう-く）は中華人民共和国山西省大同市に位置する市轄区。2018年に旧城区と南郊区の各一部をもって設置された区である。

## 行政区画
- 街道：古城街道、清遠街道、振華街道、迎賓街道、大慶路街道、開源街道、御河街道、新旺街道、永泰街道、武定街道、新華街道、臥虎湾街道、鹿苑街道、白登山街道、文瀛湖街道、水泊寺街道、小南頭街道、馬軍営街道

## 名所
- 九龍壁
- 雁塔
- 文廟
- 古城墻
- 南街清真大寺
- 法華寺
- 円通寺
- 平城遺跡
- 善化寺
- 純陽宮
- 関帝廟
- 華厳寺
- 大同市美術館